# Gustavo Vidal Manzanares
Gustavo Vidal Manzanares (Madrid, 1972) es un jurista y escritor español masón.

## Biografía
Se licenció en derecho por la Universidad Autónoma de Madrid. Es Jurista del Cuerpo Superior de Técnicos de Instituciones Penitenciarias, manteniendo posturas públicas favorables a la reinserción social. De adscripción ideológica tendente a la izquierda, ha publicado diversos trabajos sobre la historia del Partido Socialista en España y la masonería. Es hermano del periodista y abogado César Vidal Manzanares, de ideas políticas diferentes.
Es colaborador de los periódicos digitales El Plural (desde 2005) y Diario Progresista (desde 2011) y Kaos en la Red entre otros. También colabora en radio y televisión: programas Todo por la Kausa en Tele K, Dando caña (Intereconomía TV), El color de la tarde (Radio Intercontinental), La vida es bella (Radio pública de Marbella), etc.
Asimismo, también es conocido por su participación en "Buscando el KO", sección de la carta televisiva on-line de Cesarvidal.tv.

## Libros
- Pablo Iglesias, Madrid: Nowtilus, 2009. ISBN 978-84-9763-729-9.
- Masones que cambiaron la historia: dieciocho semblanzas masónicas, Madrid: Edaf, 2007. ISBN 978-84-414-1953-7.
- Vidas anarquistas, Madrid: Fundación de Estudios Libertarios Anselmo Lorenzo, 2000. ISBN 84-86864-43-7.
- Semblanzas solidarias. Voces contra el racismo, Madrid, VOSA , 2002, ISBN 9788482180458
- Invasión de Irak. Reflexiones rabiosas, VOSA, 2003, ISBN 9788482804958
- Nosotros, los empleados públicos, Los libros del olivo, 2013 ISBN 978-84-941-7040-9